# Interclubs 2010/11
Die Interclubs 2010/11 war die belgische Mannschaftsmeisterschaft im Schach.
Meister wurde der Titelverteidiger KSK 47 Eynatten, der nur ein einziges Unentschieden abgab. Da durch einen Rückzug ein Platz frei wurden, waren aus der Division 2 mit La Tour d’Ans-Loncin, Cercle d’Échecs Fontainois und Royal Namur Echecs ausnahmsweise drei Mannschaften aufgestiegen. Während Ans und Fontaine den Klassenerhalt erreichten, musste Namur zusammen mit Cercle Royal des Echecs de Liège et Echiquier Liègeois direkt wieder absteigen.
Zu den gemeldeten Mannschaftskadern siehe Mannschaftskader der Interclubs 2010/11.

## Spieltermine
Die Wettkämpfe wurden am 26. September, 10. Oktober, 7. und 21. November, 5. Dezember 2010, 9. und 23. Januar, 6. und 27. Februar, 20. März und 3. April 2011 gespielt und fanden dezentral bei den beteiligten Vereinen statt.

## Modus
Die zwölf teilnehmenden Mannschaften spielten ein einfaches Rundenturnier. Über die Platzierung entschied zunächst die Anzahl der Mannschaftspunkte (zwei Punkte für einen Mannschaftssieg, ein Punkt für ein Unentschieden, kein Punkt für eine Niederlage) und dann die Zahl der Brettpunkte (drei Punkte für einen Sieg, zwei Punkte für ein Remis, ein Punkt für eine Niederlage, kein Punkt für eine kampflose Niederlage).

## Abschlusstabelle
| Pl. | Verein                                                 | Sp | G  | U | V  | MP    | Brett-P. |
| --- | ------------------------------------------------------ | -- | -- | - | -- | ----- | -------- |
| 01. | KSK 47 Eynatten I. Mannschaft (M)                      | 11 | 10 | 1 | 0  | 21:1  | 209      |
| 02. | La Tour d’Ans-Loncin (N)                               | 11 | 8  | 2 | 1  | 18:4  | 201      |
| 03. | KSK Rochade Eupen-Kelmis                               | 11 | 7  | 2 | 2  | 16:6  | 187      |
| 04. | Koninklijke Gentse Schaakkring Ruy Lopez               | 11 | 6  | 2 | 3  | 14:8  | 187      |
| 05. | Cercle d’Échecs Fontainois (N)                         | 11 | 6  | 1 | 4  | 13:9  | 185      |
| 06. | Borgerhoutse SK                                        | 11 | 5  | 1 | 5  | 11:11 | 180      |
| 07. | KSK 47 Eynatten II. Mannschaft                         | 11 | 5  | 1 | 5  | 11:11 | 172      |
| 08. | Cercle des Echecs de Charleroi                         | 11 | 4  | 2 | 5  | 10:12 | 173      |
| 09. | L’Echiquier Amaytois                                   | 11 | 2  | 3 | 6  | 7:15  | 170      |
| 10. | Koninklijke Brugse Schaakkring                         | 11 | 3  | 1 | 7  | 7:15  | 167      |
| 11. | Royal Namur Echecs (N)                                 | 11 | 1  | 1 | 9  | 3:19  | 141      |
| 12. | Cercle Royal des Echecs de Liège et Echiquier Liègeois | 11 | 0  | 1 | 10 | 1:21  | 136      |

### Entscheidungen
|     | Belgischer Meister: KSK 47 Eynatten                                                                     |
|     | Absteiger in die Division 2: Royal Namur Echecs, Cercle Royal des Echecs de Liège et Echiquier Liègeois |
| (M) | Meister der letzten Saison                                                                              |
| (N) | Aufsteiger der letzten Saison                                                                           |

## Kreuztabelle
| Ergebnisse | Ergebnisse                                             | 01. | 02. | 03. | 04. | 05. | 06. | 07. | 08. | 09. | 10. | 11. | 12. |
| ---------- | ------------------------------------------------------ | --- | --- | --- | --- | --- | --- | --- | --- | --- | --- | --- | --- |
| 01.        | KSK 47 Eynatten I. Mannschaft                          |     | 18  | 16  | 17  | 20  | 20  | 18  | 23  | 18  | 17  | 21  | 21  |
| 02.        | La Tour d’Ans-Loncin                                   | 14  |     | 16  | 16  | 18  | 20  | 19  | 18  | 20  | 21  | 21  | 18  |
| 03.        | KSK Rochade Eupen-Kelmis                               | 16  | 16  |     | 17  | 19  | 13  | 14  | 19  | 17  | 18  | 18  | 20  |
| 04.        | Koninklijke Gentse Schaakkring Ruy Lopez               | 15  | 16  | 15  |     | 13  | 19  | 17  | 16  | 17  | 18  | 20  | 21  |
| 05.        | Cercle d’Échecs Fontainois                             | 12  | 14  | 13  | 19  |     | 16  | 15  | 17  | 17  | 19  | 20  | 23  |
| 06.        | Borgerhoutse SK                                        | 12  | 12  | 19  | 13  | 16  |     | 14  | 13  | 19  | 19  | 22  | 21  |
| 07.        | KSK 47 Eynatten II. Mannschaft                         | 12  | 13  | 18  | 15  | 17  | 18  |     | 12  | 16  | 14  | 17  | 20  |
| 08.        | Cercle des Echecs de Charleroi                         | 9   | 14  | 13  | 16  | 15  | 19  | 20  |     | 16  | 12  | 22  | 17  |
| 09.        | L’Echiquier Amaytois                                   | 14  | 12  | 15  | 15  | 15  | 13  | 16  | 16  |     | 16  | 17  | 21  |
| 10.        | Koninklijke Brugse Schaakkring                         | 15  | 11  | 14  | 14  | 13  | 13  | 18  | 20  | 16  |     | 15  | 18  |
| 11.        | Royal Namur Echecs                                     | 11  | 10  | 14  | 12  | 11  | 10  | 15  | 10  | 15  | 17  |     | 16  |
| 12.        | Cercle Royal des Echecs de Liège et Echiquier Liègeois | 11  | 14  | 12  | 11  | 9   | 11  | 12  | 15  | 11  | 14  | 16  |     |

## Die Meistermannschaft
| 1.            | KSK 47 Eynatten |
| Schachfiguren | Wiktor Michalewski, Andrij Sumez, Igor Khenkin, Erik van den Doel, Christopher Lutz, Leonid Milov, Šarūnas Šulskis, József Horváth, Petar Drentschew, Ádám Horváth, Daniel Hausrath, Gerhard Schebler, Felix Levin, Michail Saizew, Robin Swinkels, Martijn Dambacher, Benjamin Bok, Robin van Kampen, Thomas Koch, Tamás Horváth, Lorenz Maximilian Drabke, Matthias Röder, Richard Polaczek, Alexander Aljonkin, Thomas Trella, Michael Hammes, Guido Kern, Marcel Becker, Benjamin Tereick, Marcel Jügel, Bernd Loo, Mehdi Samraoui, Herbert Kirch. |